# Municipio de Lääneranna
El municipio de Lääneranna (estonio: Lääneranna vald) es un municipio estonio perteneciente al condado de Pärnu.

## Localidades (población año 2011)
- Äila 19
- Alaküla 70
- Allika 23
- Ännikse 12
- Aruküla 58
- Emmu 19
- Esivere 22
- Haapsi 3
- Hälvati 22
- Hanila 41
- Helmküla 47
- Hõbeda 3
- Hõbesalu 14
- Irta 39
- Iska 3
- Jänistvere 32
- Järise 17
- Järve 11
- Joonuse 0
- Kadaka 1
- Kalli 40
- Kanamardi 7
- Karinõmme 8
- Käru 9
- Karuba 19
- Karuse 20
- Kaseküla 27
- Kause 26
- Kelu 9
- Kibura 2
- Kidise 4
- Kiisamaa 18
- Kilgi 10
- Kinksi 31
- Kirbla 152
- Kirikuküla 24
- Kiska 8
- Kloostri 21
- Kõera 10
- Koeri 0
- Kõima 26
- Kokuta 4
- Kõmsi 135
- Koonga 227
- Korju 2
- Kuhu 0
- Kuke 7
- Kulli 48
- Kunila 6
- Kurese 0
- Lautna 27
- Lihula 1,338
- Linnuse 26
- Lõo 32
- Lõpe 115
- Maade 7
- Mäense 12
- Maikse 2
- Mäliküla 15
- Massu 35
- Matsalu 44
- Matsi 12
- Meelva 20
- Mereäärse 12
- Metsküla 51
- Mihkli 27
- Mõisaküla 23
- Mõtsu 37
- Muriste 4
- Naissoo 1
- Nätsi 5
- Nedrema 25
- Nehatu 28
- Nõmme 2
- Nurmsi 32
- Õepa 0
- Õhu 23
- Oidrema 114
- Paadrema 22
- Paatsalu 65
- Pagasi 22
- Paimvere 29
- Pajumaa 11
- Palatu 5
- Parasmaa 0
- Parivere 68
- Peantse 31
- Penijõe 2
- Petaaluse 38
- Piha 18
- Piisu 1
- Pikavere 35
- Pivarootsi 13
- Poanse 24
- Rabavere 61
- Rädi 9
- Raespa 20
- Raheste 35
- Rame 20
- Rannaküla 11
- Rauksi 5
- Ridase 24
- Rooglaiu 12
- Rumba 4
- Saare 8
- Saastna 19
- Salevere 28
- Saulepi 7
- Seira 59
- Selja 8
- Sookalda 9
- Sookatse 0
- Tamba 10
- Tamme 2
- Täpsi 2
- Tarva 19
- Tiilima 2
- Tõitse 10
- Tõusi 90
- Tuhu 9
- Tuudi 180
- Ullaste 8
- Ura 25
- Urita 4
- Vagivere 22
- Vaiste 37
- Valuste 39
- Varbla 107
- Vastaba 6
- Vatla 158
- Veltsa 15
- Virtsu 539
- Võhma 23
- Võitra 15
- Voose 20
- Võrungi 2[1]